# Triaenodes calcaratus
Triaenodes calcaratus là một loài Trichoptera trong họ Leptoceridae. Chúng phân bố ở miền Cổ bắc.